# 조승제 (목회자)
조승제(趙昇濟, 일본식 이름: 趙村昇濟, 1898년 ~ 1971년)는 한국의 장로교 목사이다. 호는 춘우(春雨).

## 생애
경상남도 사천에서 출생하여 어릴때 개신교에 입문했다. 일본 아오야마학원 신학부를 졸업하고 장로교 목사가 된 뒤, 경남 김해를 비롯해 함경도와 전라도 등지에서 41년간 목회 활동을 했다.
일제강점기 말기에 일제는 장로교단을 일본기독교 조선장로교단으로 편입시켰고, 1945년 광복 직전에는 일본기독교 조선교단으로 통합이 이루어졌다. 이러한 통합은 강제적인 것으로서 반발이 심했으나 강행되었으며, 조승제는 장로교단 전남교구장으로 참가했다.
이들 단체의 주요 활동도 찬송가 책에 일본 국가를 싣거나 시국강연회를 개최하고 징병제 실시 감사예배를 실시하는 등으로 전쟁에 협력한 것이었다. 일본기독교조선교단 성립 때는 부의장에 취임해 장로교단에서는 통리인 김관식 다음 가는 직책을 맡기도 했다.
태평양 전쟁 종전 후에는 목포에서 교육인으로 활동하였으며, 한신대학교의 전신인 한국신학대학 이사장도 역임했다. 장로교가 예장과 기장으로 분열되었을 때는 기장 측에서 한국기독교장로회 호헌대장 및 총회장을 맡았다.
2008년 발표된 민족문제연구소의 친일인명사전 수록예정자 명단 중 종교 부문에 선정되었다. 손자이며 향린교회 목사인 조헌정목사가 2003년 할아버지 조승제 목사의 신사참배 강요 호응 등 친일 행적을 인정하고 공개 참회했는데, 이는 한국교회에서 매우 드문 일이라 화제가 되었다.

## 같이 보기
- 일본기독교조선교단
- 한신대학교

## 참고자료
- “조승제”. 코이딕. 2008년 2월 14일에 확인함.[깨진 링크(과거 내용 찾기)]
- 전갑생 (2004년 10월 15일). “일본교단 조선장로회, 일본군 '비행기 헌납'에 나서 - [친일단체 바로알기 9] 국민총력 조선예수교장로회연맹과 일본교단 조선장로회”. 거제타임즈. 2008년 2월 14일에 확인함. |제목=에 지움 문자가 있음(위치 32) (도움말)
- 이승균 (2003년 2월 13일). “기장, 특유의 진취성으로 새역사 밝혀라 - 과거 청산 명확하게 매듭…한국교회 양심 회복 앞장서야”. 뉴스앤조이. 2008년 2월 14일에 확인함.